# Гоутен-Лейк (Мічиган)
Гоутен-Лейк (англ. Houghton Lake) — переписна місцевість (CDP) в США, в окрузі Роскоммон штату Мічиган. Населення — 5294 особи (2020).

## Географія
Гоутен-Лейк розташований за координатами 44°18′39″ пн. ш. 84°45′44″ зх. д. / 44.31083° пн. ш. 84.76222° зх. д. (44.310767, -84.762309).  За даними Бюро перепису населення США в 2010 році переписна місцевість мала площу 19,43 км², з яких 15,21 км² — суходіл та 4,22 км² — водойми.

### Клімат
| Клімат : Гоутен-Лейк    | Клімат : Гоутен-Лейк | Клімат : Гоутен-Лейк | Клімат : Гоутен-Лейк | Клімат : Гоутен-Лейк | Клімат : Гоутен-Лейк | Клімат : Гоутен-Лейк | Клімат : Гоутен-Лейк | Клімат : Гоутен-Лейк | Клімат : Гоутен-Лейк | Клімат : Гоутен-Лейк | Клімат : Гоутен-Лейк | Клімат : Гоутен-Лейк | Клімат : Гоутен-Лейк |
| Показник                | Січ.                 | Лют.                 | Бер.                 | Квіт.                | Трав.                | Черв.                | Лип.                 | Серп.                | Вер.                 | Жовт.                | Лист.                | Груд.                | Рік                  |
| Абсолютний максимум, °C | 13,9                 | 17,8                 | 29,4                 | 31,7                 | 35,6                 | 41,7                 | 41,7                 | 37,8                 | 37,8                 | 31,1                 | 25,0                 | 17,8                 | 41,7                 |
| Середній максимум, °C   | −3,2                 | −1,4                 | 4,3                  | 12,3                 | 19,1                 | 24,2                 | 26,5                 | 25,1                 | 20,5                 | 13,2                 | 5,7                  | −0,8                 | 12,2                 |
| Середній мінімум, °C    | −12,3                | −11,9                | −7,5                 | −0,6                 | 5,3                  | 10,1                 | 12,5                 | 11,6                 | 7,5                  | 2,2                  | −2,6                 | −8,2                 | 0,6                  |
| Абсолютний мінімум, °C  | −35,6                | −44,4                | −31,7                | −26,1                | −11,1                | −5                   | −3,3                 | −2,8                 | −7,2                 | −13,9                | −25,6                | −33,3                | −44,4                |
| Норма опадів, мм        | 38                   | 31                   | 47                   | 63                   | 72                   | 79                   | 70                   | 86                   | 79                   | 65                   | 59                   | 42                   | 730                  |
| Днів з опадами          | 13,7                 | 10,4                 | 11,0                 | 11,6                 | 11,0                 | 10,5                 | 9,6                  | 9,8                  | 11,3                 | 12,3                 | 13,3                 | 14,0                 | 138,5                |
| Днів зі снігом          | 13,9                 | 10,9                 | 7,4                  | 3,3                  | 0,2                  | 0                    | 0                    | 0                    | 0                    | 0,7                  | 6,6                  | 13,2                 | 56,2                 |
| ----------------------- | -------------------- | -------------------- | -------------------- | -------------------- | -------------------- | -------------------- | -------------------- | -------------------- | -------------------- | -------------------- | -------------------- | -------------------- | -------------------- |
| Джерело: NOAA           |                      |                      |                      |                      |                      |                      |                      |                      |                      |                      |                      |                      |                      |

## Демографія
Згідно з переписом 2010 року, у переписній місцевості мешкало 3427 осіб у 1598 домогосподарствах у складі 908 родин. Густота населення становила 176 осіб/км².  Було 3119 помешкань (161/км²).
Расовий склад населення:
| - 97,1 % — білих - 0,8 % — чорних або афроамериканців - 0,6 % — корінних американців - 0,1 % — азіатів |

До двох чи більше рас належало 1,1 %. Частка іспаномовних становила 1,3 % від усіх жителів.
За віковим діапазоном населення розподілялося таким чином: 17,4 % — особи молодші 18 років, 56,9 % — особи у віці 18—64 років, 25,7 % — особи у віці 65 років та старші. Медіана віку мешканця становила 51,0 року. На 100 осіб жіночої статі у переписній місцевості припадало 94,9 чоловіків;  на 100 жінок у віці від 18 років та старших — 94,2 чоловіків також старших 18 років.
Середній дохід на одне домашнє господарство  становив 47 505 доларів США (медіана — 28 750), а середній дохід на одну сім'ю — 42 044 долари (медіана — 35 682). Медіана доходів становила 33 889 доларів для чоловіків та 21 541 долар для жінок. За межею бідності перебувало 21,8 % осіб, у тому числі 27,3 % дітей у віці до 18 років та 11,4 % осіб у віці 65 років та старших.
Цивільне працевлаштоване населення становило 1095 осіб. Основні галузі зайнятості: роздрібна торгівля — 21,6 %, будівництво — 12,3 %, освіта, охорона здоров'я та соціальна допомога — 12,0 %.